# جو پیگوت
جو پیگوت (انگلیسی: Joe Pigott؛ زادهٔ ۲۴ نوامبر ۱۹۹۳) بازیکن فوتبال اهل بریتانیا است.
از باشگاه‌هایی که در آن بازی کرده‌است می‌توان به باشگاه فوتبال چارلتون اتلتیک، باشگاه فوتبال گیلینگام، باشگاه فوتبال بروملی، باشگاه فوتبال نیوپورت کانتی، باشگاه فوتبال ساوتند یونایتد، و باشگاه فوتبال لوتون تاون اشاره کرد.